# Футбол на Шрі-Ланці
Футболом у Шрі-Ланці займаються переважно на напівпрофесіональному та рекреаційному рівні. Незважаючи на те, що футбол не є таким популярним як крикет, тим не менше він входить до трійки найпопулярніших видів спорту, після крикету та регбі.

## Керівні органи
Федерація футболу Шрі-Ланки — найвищий керівний футбольний орган у країні. Заснована в 1939 року. Вступила до ФІФА 1952 року, а в 1954 році — до АФК. Федерація футболу Шрі-Ланки — одна з членів-засновниць Федерації футболу Південної Азії (1997). Федерація керує національною футбольною збірною, а також Футбольною Прем'єр-лігою Шрі-Ланки.